# Playa Amarilla
La playa Amarilla es una playa situada en la ciudad de Concón, Región de Valparaíso, Chile, al sur de la desembocadura del río Aconcagua. Sus arenas son blancas de origen sedimentario de rocas cristalinas del batolito costero.
El desarrollo de la infraestructura en su sector comenzó con el loteo de la hacienda Concón Bajo en 1895, y fue intesificado con la apertura del camino costero en los años 1920. En los años 1950 y 1960 adquirió su vocación turística con la construcción de equipamiento de servicio y rampas de acceso. Estas obras fueron inauguradas el 24 de diciembre de 1960.